# Сан Лацаро ди Савена (Фиренца)
Сан Лацаро ди Савена је насеље у Италији у округу Фиренца, региону Тоскана.
Према процени из 2011. у насељу је живело 13 становника. Насеље се налази на надморској висини од 183 м.